# ایربلاغ
ایربلاغ (به لاتین: Ir Bolagh) یک منطقهٔ مسکونی در افغانستان است که در ولایت بامیان واقع شده‌است.